# Claude Allègre
Claude Jean Allègre (pronunciado /klod aˈlɛɡʁə/; París, 31 de marzo de 1937-París, 4 de enero de 2025) fue un político y geoquímico francés.

## Carrera científica
A pesar de tener edad para la jubilación, Allègre continúa trabajando en el Institut de Physique du Globe de Paris.
En su especialidad ha obtenido el Premio Crafoord de Geología en 1976, la Medalla Wollaston de la Sociedad Geológica de Londres y la Medalla Dorada del Centre National de la Recherche Scientifique.
Es miembro de la Academia Francesa de Ciencias desde el 6 de noviembre de 1995 y también de la Academia Nacional de Ciencias de Estados Unidos.

## Carrera política
Miembro del Partido Socialista, fue nombrado Ministro de Educación por Lionel Jospin, y sirvió en ese cargo entre el 4 de junio de 1997 y marzo de 2000. Sus críticas hacia los docentes lo hicieron muy impopular dentro de la comunidad de la cultura.

## Controversias
Allègre es una personalidad controvertida, que ha tomado partido —no siempre del lado ganador— en varias y famosas disputas públicas:
En su obra de divulgación titulada "Un peut de science pour tout le monde", menciona la muy famosa medición del planeta hecha por Eratóstenes hacia mediados del siglo III a. C. La traducción al español (Paidós): "Un poco de ciencia para todo el mundo",  trae en la página 239 una barbaridad: que en Alejandría el sol alcanza el cenit en el solsticio de verano e ilumina el fondo de un pozo, mientras en Siena (hoy Asuán) un obelisco proyecta sombra el mismo día a la misma hora. Es exactamente al contrario: Asuán está sobre el trópico de Cáncer y al mediodía los objetos no proyectan sombra durante el cenit del solsticio de verano. En Alejandría, más al norte y fuera de la zona tropical, todo el año hay sombras. El error no es de la traducción porque se repite en la ilustración y en la argumentación.

### Cambio climático
Contrariamente a una mayoría de científicos, Allègre cree que las causas del calentamiento global son desconocidas., y así lo afirmó en un artículo del diario L´Express. Afirma allí que la Antártida está ganando hielos y que el Monte Kilimanjaro no está perdiendo sus nieves eternas.
A pesar de ello, 20 años antes había escrito: "A través de la quema de combustibles fósiles, el humano aumenta la concentración de dióxido de carbono en la atmósfera, lo cual ha aumentado la temperatura global media en medio grado en el último siglo". Una mayoría de expertos del GIEC consideran que el calentamiento climático es causado mayoritariamente por las actividades humanas. En reacción a las posiciones de Allègre, ciertos defensores del GIEC han criticado explícitamente sus argumentos. El biólogo Pierre-Henri Gouyon habla de « negacionismo ecológico» de parte de Allègre. Pierre Joliot-Curie, biólogo, afirma por su parte: « la defensa de tesis aparentemente revolucionarias es una manera algo fácil de confortar su popularidad. La actitud de Claude Allègre sobre el cambio climático es inadmisible». Otros científicos sostienen, a veces parcialmente a Claude Allègre. Así, en una reunión de la Academia de las Ciencias en marzo de 2007, sus argumentos fueron defendidos por sus colegas geofísicos del IPGP Jean-Louis Le Mouël y Vincent Courtillot, miembros de la Academia de las Ciencias. Estos últimos fueron fuertemente criticados por otros estudiosos de la ciencia, científicos del clima: Hervé Le Treut y Édouard Bard (profesor del Collège de France)·.

### Gravedad
En 1999, varios medios publicaron una afirmación de Allègre en el sentido de que si se dejaban caer dos objetos de distinto tamaño desde lo alto de una torre, ambos alcanzarían el suelo al mismo tiempo. Se le respondió que eso solo era cierto en el vacío, debido a la diferente resistencia aerodinámica de dos objetos diferentes, pero el geofísico se mantuvo en sus dichos.
Finalmente el Premio Nobel de Física Georges Charpak tuvo que intervenir para señalar que Allègre estaba equivocado y sus críticos en lo cierto, pero Claude se negó a reconocerlo.

### El volcán La Soufrière
En 1976, Allègre y Haroun Tazieff mantuvieron una violenta y pública discusión en medio de la erupción del volcán La Soufrière, en la isla francesa de Guadalupe. Mientras que el segundo afirmaba que el fenómeno era inofensivo, Allègre sostuvo de manera equivocada que, dados los antecedentes de los volcanes de la región y en particular la erupción de 1902 del Monte Pelée en Martinica, que mató a más de 30.000 personas, correspondía evacuar la isla y poner a la población a salvo. Así lo hizo el gobierno, aunque la erupción fue limitada, tal como lo había pronosticado Haroun Tazieff. Esta decisión del gobierno que siguió las recomendaciones de Allègre, generó mayor empobrecimiento de la población (Polémique de Soufrière de 1976 : rapport de François Beauducel, directeur et responsable scientifique de l'Observatoire volcanologique et sismologique de Guadeloupe [2001-2007], août 2006, sur « À propos de la polémique de Soufrière 1976 ».

### Asbestos
En 1996, Allègre se opuso a la remoción de asbestos cancerígenos del campus de una universidad parisina. Esos residuos son considerados responsables de la muerte de 22 personas y de las enfermedades de otros 130.